# Diego Canga
Diego Canga Fano (Oviedo, 25 de diciembre de 1964) es un abogado y político español, designado aspirante a la presidencia del Principado de Asturias por el Partido Popular —como independiente, ya que no está afiliado al partido— en las elecciones autonómicas de 2023.
Estudió en los colegios Loyola y San Ignacio de Oviedo y se licenció en derecho por la Facultad de Derecho de la Universidad de Oviedo (1987), y en Derecho Especial de Asuntos Europeos por la Universidad Libre de Bruselas (1988), además de tener un Certificado en Derecho Inglés por la Universidad de Cambridge. Fue Profesor Adjunto de Derecho Internacional Público en la Universidad de Oviedo en 1988 y 1989, para incorporarse a continuación a Arthur Andersen en Madrid, donde estuvo dos años antes de desplazarse a Bruselas, el 1 de septiembre de 1991, como funcionario de grado AD7 de la Secretaría General del Consejo. El 1 de abril de 1994 es destinado al Servicio Jurídico del Consejo, en primer lugar a cargo de asuntos institucionales y las cuestiones de personal, y como asistente del director general del Servicio Jurídico del Consejo desde enero de 1996. Entre el 1 de octubre de 1999 y el 30 de septiembre de 2003, trabajó en comisión de servicio en el gabinete de Loyola de Palacio, que era vicepresidente de la Comisión Europea. Al finalizar esta comisión de servicio, Canga regresó al Servicio Jurídico, pasando a formar parte del equipo de «relaciones exteriores» y, a partir del 1 de octubre de 2007, se integró en el equipo 1B del Coreper I. El 1 de junio de 2008 inicia otra comisión de servicio, esta vez como jefe de gabinete adjunto en el gabinete de Antonio Tajani, entonces vicepresidente de la Comisión Europea Responsable de Transporte.

## Demanda al Consejo de la Unión Europea
El 21 de diciembre de 2009, Canga presentó una demanda al Consejo de la Unión Europea solicitado que se anulase la decisión de no promoverlo al grado AD 13 en el ejercicio de promoción 2009 y que se condenase al Consejo de la Unión Europea a abonarle una cantidad de 200.000 euros en reparación del perjuicio moral y profesional que alegaba haber sufrido, según se indicó en la sentencia que desestimó las pretensiones de Canga.

## Consejo asesor de Javier Fernández
En 2012 formó parte del consejo asesor del socialista Javier Fernández, presidente del Principado de Asturias durante su primer gobierno.

## Trayectoria política
A finales de 2022, el órgano de gobierno del PP nombró a Canga como candidato en las elecciones a la Junta General del Principado de Asturias de mayo de 2023. La anterior candidata había sido Teresa Mallada. En dichas elecciones Diego Canga consigue 17 diputados de 45, siendo superado por la FSA de Adrián Barbón con 19 diputados. Diego Canga pasa a ser líder de la oposición, diputado y portavoz del Grupo Parlamentario Popular en la XII legislatura de la Junta General. El 13 de octubre de 2023 anuncia que deja su puesto como diputado en la Junta General alegando motivos familiares.

## Premios y reconocimientos
En 2018 fue distinguido con la Medalla de Plata del Principado por defender los intereses de la región en los principales organismos europeos.